# Международно летище Латакия
Международно летище „Басил Асад“ (на арабски: مطار باسل الأسد الدولي) или Международно летище Латакия е гражданско летище в Латакия, Сирия.
Носи името на Басил Асад (1962-1994) - големия син на покойния президент Хафез Асад и по-голям брат на настоящия президент Башар Асад. Басил Асад е считан до смъртта му за вероятен наследник на политическите постове на баща му, но трагично загива край Дамаск в автокатастрофа.
Летището отстои на 2 километра от брега на Средиземно море, на 2 км североизточно от гр. Джебла и на около 15 км югоизточно от Латакия. Намира се на 48 метра надморска височина, пистата му за излитане и кацане е с дължина 2797 метра.
Използва се и за военен аеродрум. Край летището е разположена военновъздушна база, известна като Хмеймим / Хумеймим (Hmaymim / Humaymim) по името на близкото населено място.
От септември 2015 г. на аеродрума е дислоцирана Авиогрупата на ВВС на Русия, участваща във военната операция в Сирия. Според официалния представител на руското Министерство на отбраната ген.-майор Игор Конашенков от базата всеки руски самолет достига до най-далечната точка на Сирия само за 30-40 минути.